# Shala (flod)
Shalë eller Shala er en flod, der løber i bjergkæden Prokletije i det nordlige Albanien. Dens kilde er nær landsbyen Theth, tæt på grænsen til Montenegro. Shalë strømmer generelt mod syd gennem de kommunerner Shalë, Shosh og Temal. Den løber ind i Koman-reservoiret, hvorfra den fortsætter som floden Drin nær landsbyen Telum. Shaladalen er den centrale del af Theth Nationalpark.
- Wikimedia Commons har flere filer relateret til Shala (flod)

42°12′05″N 19°49′01″Ø / 42.201269°N 19.816937°Ø